# Лейб-гвардии Уральская казачья Его Величества сотня

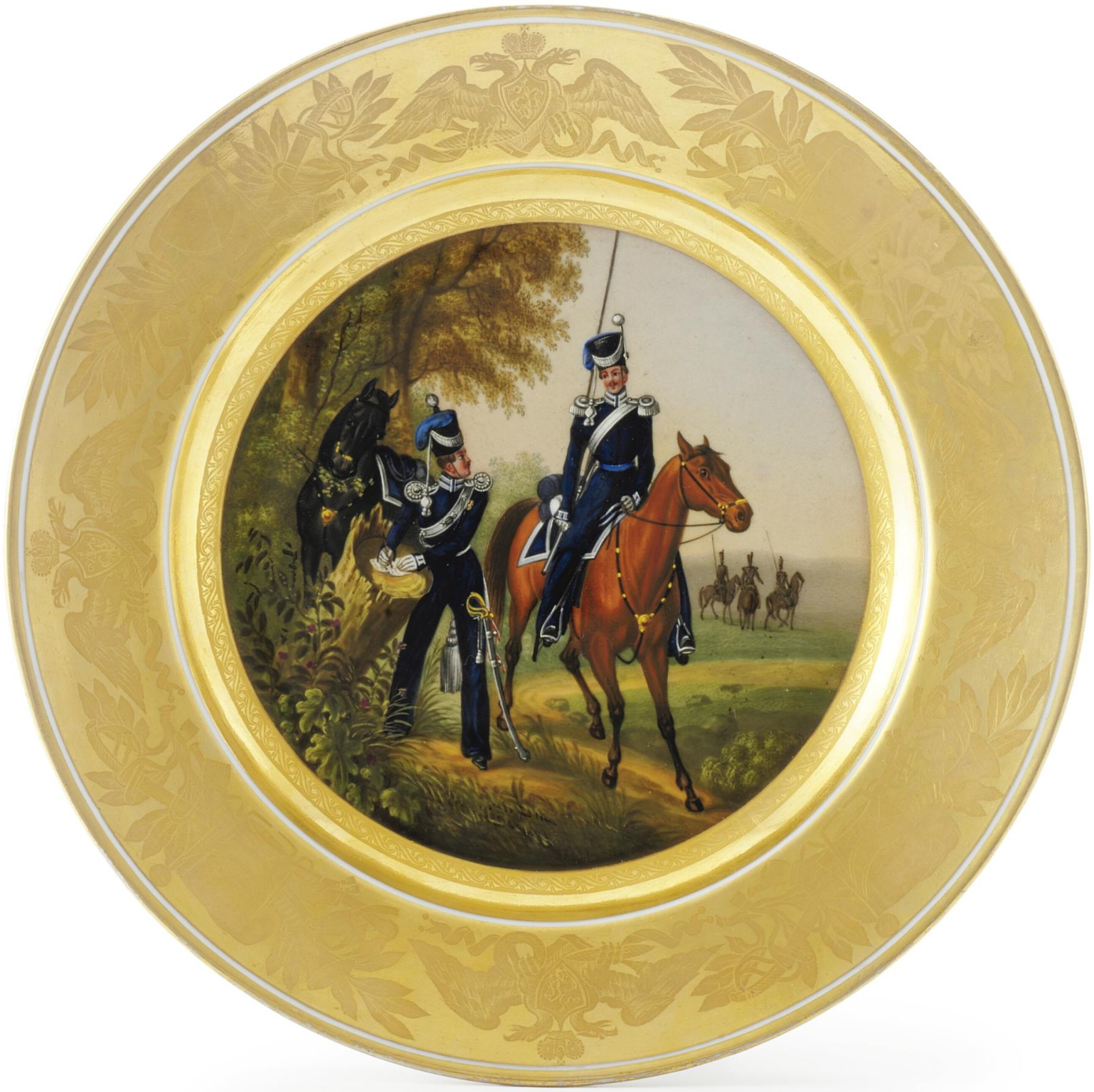
Младший офицер и казак Лейб-гвардии Уральской казачьей сотни, 1837 г.

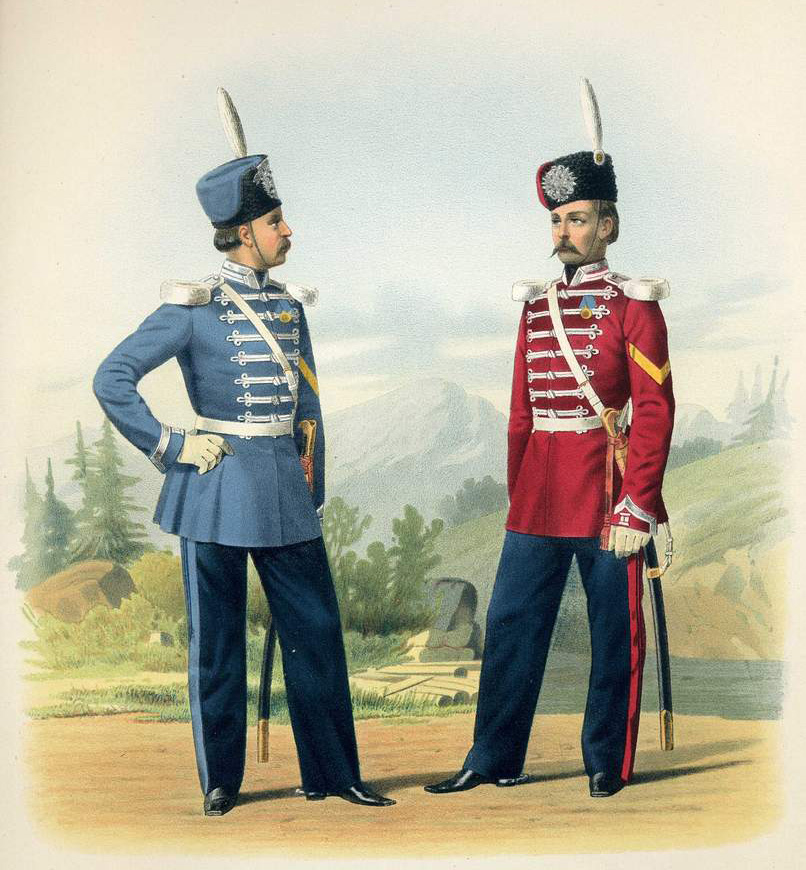
Пиратский К.К. Унтер-офицеры Л.-Гв. Атаманского Е. И. В. Наследника Цесаревича полка и Л.-Гв. Уральского Казачьего дивизиона. 1867 год.

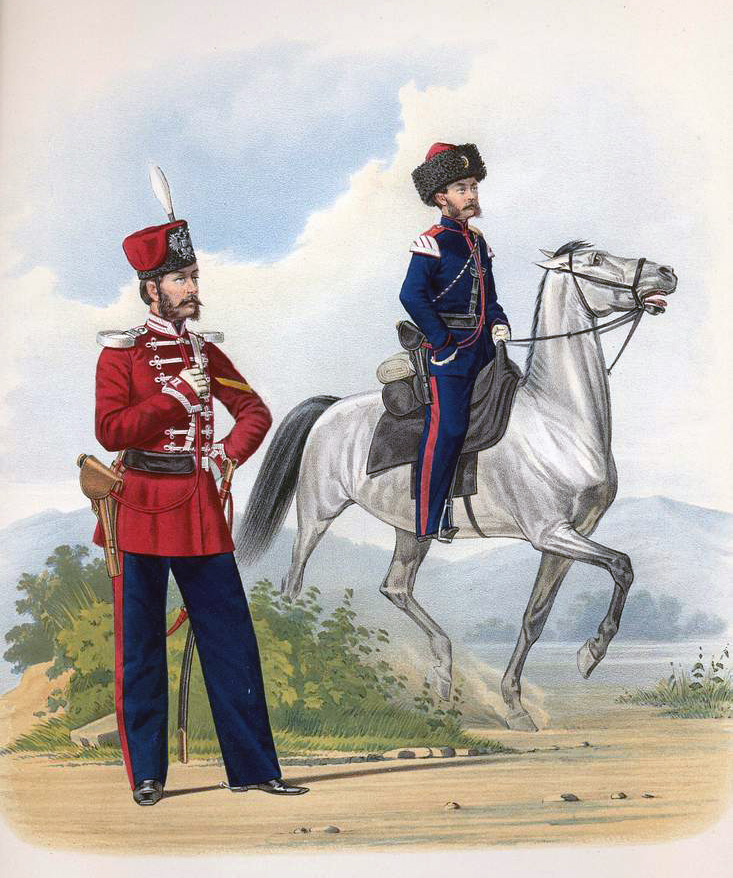
Пиратский К.К. Л.-Гв. Уральский Казачий дивизион и Уральское Казачье войско. 1867 г. (Парадная форма).

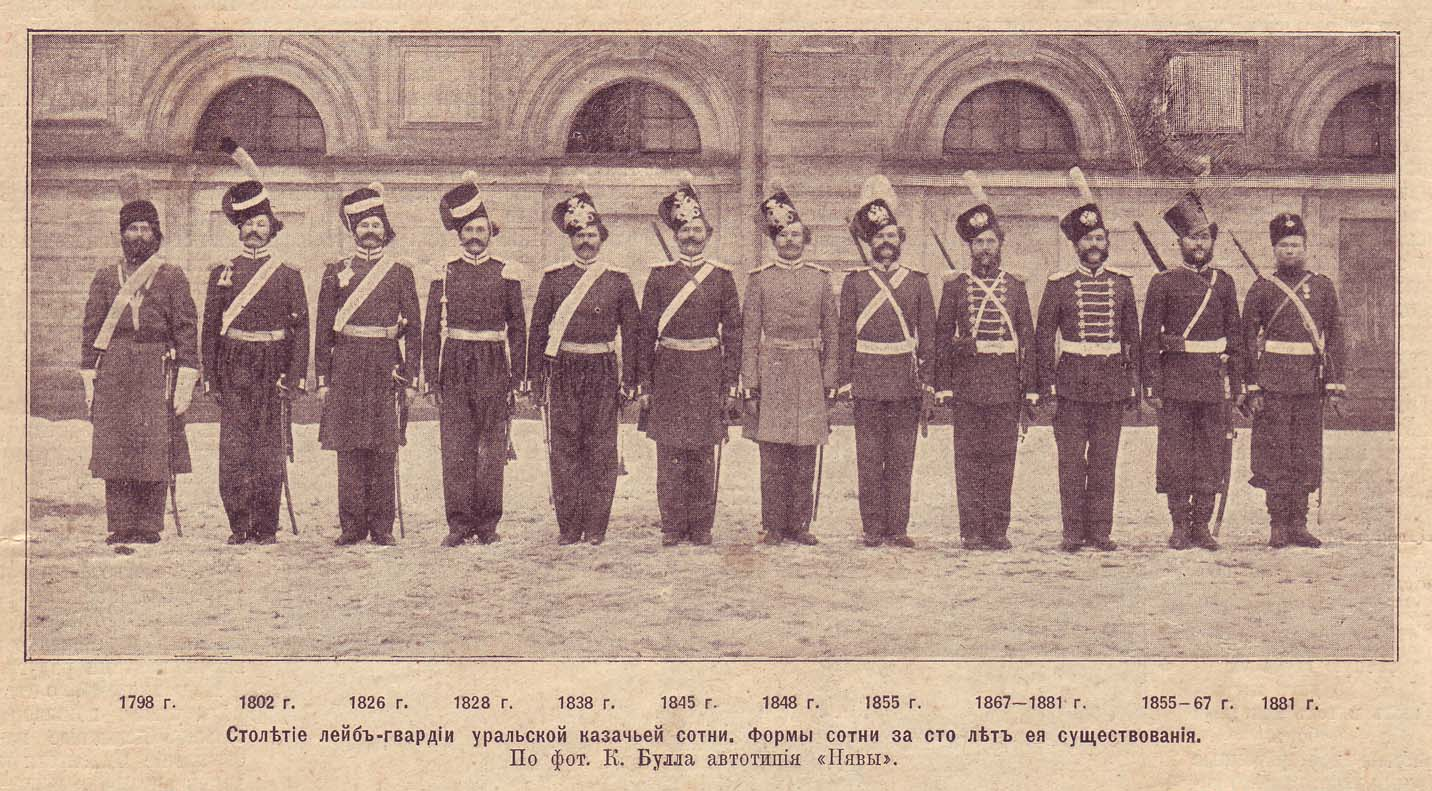
Столетие Л.-Гв.Уральской казачьей сотни. Образцы формы за всё время существования. 1899 год.

Лейб-гвардии Уральская казачья Его Величества сотня — лейб-гвардейское формирование (сотня, отдельная часть) из уральских казаков, для постоянного пребывания при императоре.
Наследником её стал созданный в 1906 году лейб-гвардии Сводно-Казачий полк.

## История
Российский император Павел I с особым доверием относился к уральским казакам. 23 апреля 1798 года был издан Высочайший рескрипт на имя войскового атамана Уральского казачьего войска генерал-майора Д. Д. Донскова, о вызове сотни уральских казаков на службу в столицу. В тот же день был издан указ, по которому Уральская сотня жаловалась в лейб-гвардию. Сотня стала нести караульную службу при царских покоях в самом Петербурге и загородных дворцах, являясь личным конвоем императора.
4 сентября 1798 года в Гатчину, где находилась резиденция и двор Павла I вошла откомандированная туда из Уральского казачьего войска сотня казаков, которая была именована лейб-Уральскою сотнею, с повелением состоять особо.
6 апреля 1830 года Уральской сотне были пожалованы права и преимущества молодой гвардии и она поименована лейб-гвардии Уральскою сотнею, 25 сентября 1846 года сотня, была переформирована в эскадрон, а 17 августа 1847 года — эскадрон был переформирован и поименован лейб-гвардии Уральским Казачьим дивизионом.
17 апреля 1864 года император Александр II, дал своё монаршье соизволение зачислить себя в список дивизиона, а 29 мая 1865 года — зачислить в списки дивизиона наследника престола — цесаревича Александра Александровича.
6 марта 1868 года лейб-гвардии Уральский казачий дивизион был переформирован в лейб-гвардии Уральский казачий эскадрон.
15 мая 1883 года в ознаменование особого монаршего благоволения лейб-гвардии Уральскому казачьему эскадрону были пожалованы права и преимущества старой гвардии.
14 марта 1891 года лейб-гвардии Уральский казачий эскадрон был переименован в лейб-гвардии Уральскую Казачью сотню и кавалерийские чины у личного состава были заменены казачьими.
2 января 1899 года император Николай II дал монаршье соизвоение принять звание Шефа сотни, которой было повеление именоваться впредь — лейб-гвардии Уральской Казачьей Его Величества сотнею.
30 июля 1904 года император Николай II дал своё монаршье соизволение зачислить в списки дивизиона наследника престола — цесаревича Алексея Николаевича.
27 мая 1906 года было повелено сформировать лейб-гвардии Сводно-Казачий полк, взяв: по одной сотне Уральского и Оренбургского казачьих войск, по полусотне от Сибирского и Забайкальского казачьих войск, по взводу от Астраханского,Семиреченского, Амурского и Уссурийского казачьих войск. Лейб-гвардии Уральскую Казачью Его Величества сотню обратить на сформирование 1-й сотни полка.
9 августа 1906 года лейб-гвардии Сводно-Казачьему полку были дарованы права и преимущества, присвоенные частям старой гвардии. Лейб-гвардии Уральская Казачья Его Величества сотня, вошедшая в состав лейб-гвардии Сводно-Казачьего полка первою сотнею, была наименована — 1-ю Уральскою Его Величества сотнею лейб-гвардии Сводно-Казачьего полка.

## Знаки отличия
Штандарт простой, с надписями: «1708—1898» и на скобе «1906 Лейб-Гвардии Сводно-Казачьего полка» с Андреевской юбилейною лентою (пожалованной Лейб-Гвардии Уральской Казачьей Его Величества сотне 2 Января 1899 г.). Пожалован полку 9 Августа 1906 года

## Шеф сотни и полка
Шеф (почётный командир) сотни и полка:
- Его Императорское Величество Государь Император Николай Александрович с 9 августа 1906 года;
- Император Николай II был шефом Уральской казачьей Его Величества сотни с 2 января 1899 года, числится в списках этой сотни с 6 мая 1868 года.

## Командиры сотни
- Майор М. Л. Севрюгин — с 1 июля 1798 г. по октябрь 1800 г.
- Войсковой старшина Д. Д. Донсков — с октября 1800 г. по 1802 г.
- Войсковой старшина А. С. Акутин — с 1802 г. по август 1804 г.
- Войсковой старшина М. К. Трофимов — с августа 1804 г. по 1807 г.
- Войсковой старшина И. М. Михайлов — командир сотни с 1807 г. по декабрь 1809 г.
- Майор Б. И. Хорошхин — командир сотни с 1810 г. по декабрь 1813 г.
- Есаул С. Д. Мизинов — с 1814 г. по май 1817 г.
- подполковник Бизянов, Федот Григорьевич — c мая 1823 г. по январь 1827 г.

## Участие в походах и действиях против неприятельских войск Уральской казачьей Его Величества сотни
1799—1800 годы. В июне 1799 года, в виду военных действий с Франциею сотня была назначена в состав отряда генерал-майора Орлова 2-го для охраны Балтийского побережья. В августе 1799 года сотня возвратилась в Санкт-Петербург. Вслед за тем, 60 казаков, под командою поручика Токарева, в составе корпуса, под начальством генерала Германа И. И., были отправлены в Голландскую экспедицию. Команда эта возвратилась в августе 1800 года. В конце 1800 года, сотня вновь была назначена для охраны Балтийского побережья в отряд генерал-майора Кербица Г. П. В июне 1801 года была возвращена в Петербург.
В 1805 году сотня принимала участие в Ганноверской экспедиции в составе десантного корпуса генерал-майора графа Остерман-Толстого А. И.
В 1808—1809 годах сотня участвовала в войне со шведами в Финляндии и в переходе через Аландсгаф на Шведский берег, под командою генерал-майора Я. П. Кульнева.
В 1812 году 50 казаков сотни, под командою майора Хорошхина, были назначены в Нарвский корпус генерала от инфантерии князя Голенищева-Кутузова М. И. для защиты Петербурга.
В 1854 года один эскадрон, по случаю войны с Англиею, Франциею, Турциею и Италиею, был назначен в состав войск, охранивших берега Эстляндии, а второй — в состав войск Кронштадтского гарнизона. В ноябре 1854 года дивизион возвратился в Петербург, но в апреле 1855 года снова поступил в состав Кронштадтского гарнизона, где оставался до ноября 1855 года.
В 1863 года полуэскадрон, под командою поручика Казаркина, участвовал в Польском походе, в составе отряда генерал-майора графа Шувалова П. А. отличился в бою при речке Лукне 9 мая 1863 года.

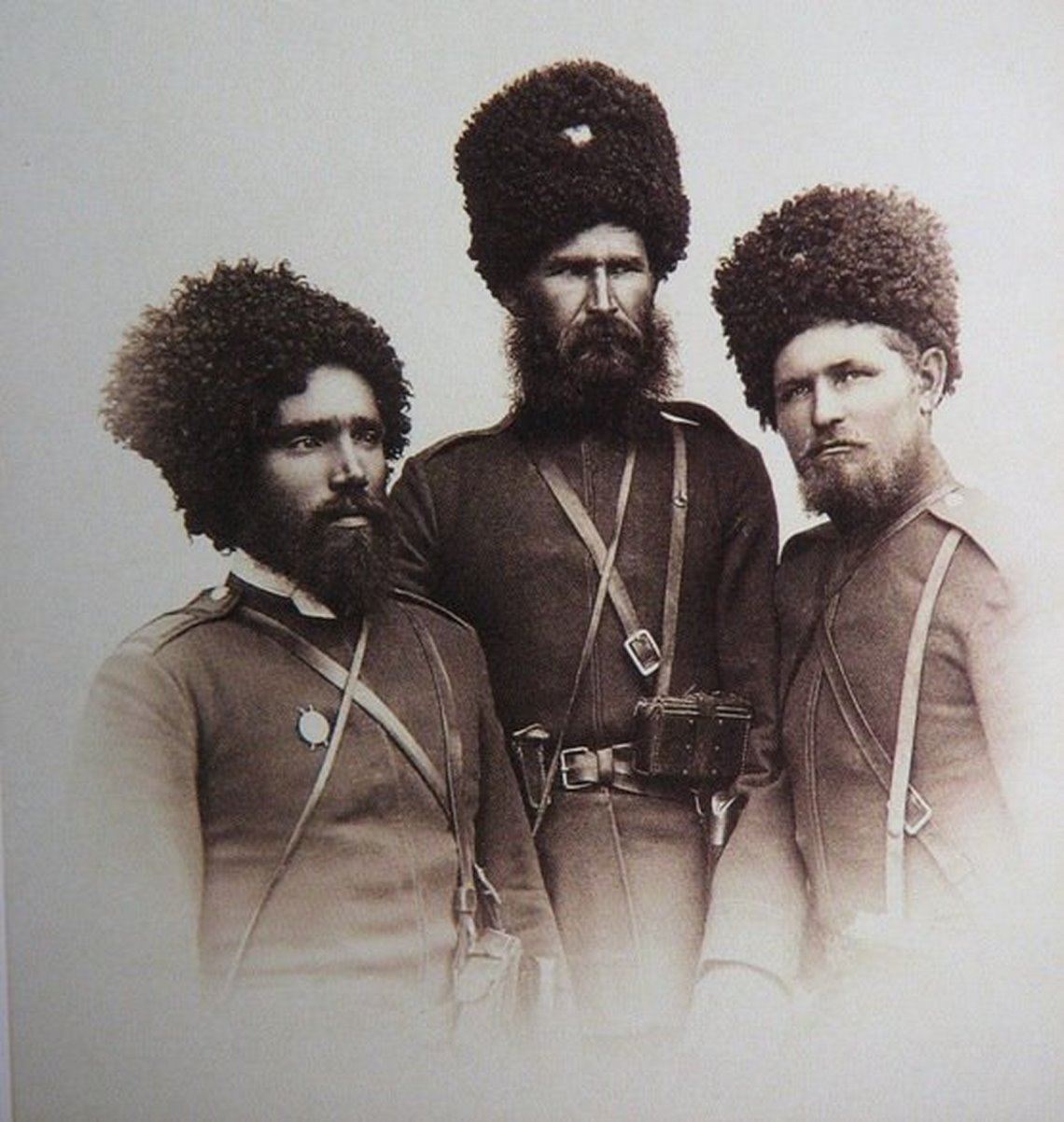
Казаки Лейб-гвардии Уральской казачьей Его Величества сотни.
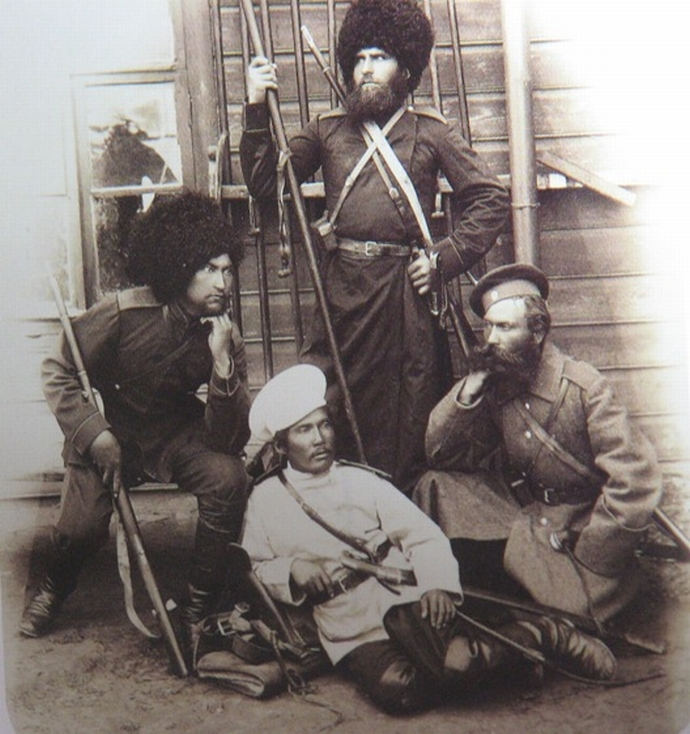
Казаки Уральской сотни Сводно-Казачьего полка.